# Resolução de conflitos
A resolução de conflitos é conceituada como os métodos e processos envolvidos na facilitação do fim pacífico de um conflito e ou de uma retaliação. Uma das formas de resolução de conflito é comunicar os motivos ou ideologias conflitantes ao resto do grupo (por exemplo, intenções; razões para manter certas crenças) e envolver-se em negociações coletivas. As dimensões da resolução geralmente são paralelas às dimensões do conflito na maneira como o conflito é processado. Resolução cognitiva é a forma como os disputantes entendem e veem o conflito, com crenças, perspectivas, entendimentos e atitudes. A resolução emocional está na maneira como os disputantes se sentem em relação a um conflito, na energia emocional. A resolução comportamental reflete a forma como os disputantes agem, seu comportamento. Em última análise, existem vários métodos e procedimentos para abordar conflitos, incluindo a negociação, a mediação, a mediação-arbitragem, a diplomacia e a construção da paz.
A resolução de disputas é a resolução de conflitos limitada à lei, como processos de arbitragem e litígio. O conceito de resolução de conflitos pode abranger o uso de medidas de resistência não violentas pelas partes em conflito, numa tentativa de promover uma resolução eficaz.

## Teorias e modelos

### Curva de resolução de conflitos
Há muitos exemplos de resolução de conflitos na história, e tem havido um debate sobre quais formas usar: se ela deve ser forçada ou pacífica. A resolução de conflitos por meios pacíficos é geralmente vista como uma opção melhor. A curva de resolução de conflitos deriva de um modelo analítico que oferece uma solução pacífica motivando entidades conflitantes.
A curva de resolução de conflito (CRC) separa os estilos de conflito em dois domínios distintos: de entidades concorrentes e de entidades acomodatícias. Há uma espécie de acordo entre alvos e agressores nesta curva. Seus julgamentos de maldade em comparação com a bondade um do outro são análogos na CRC. Portanto, a chegada de entidades em conflito a alguns pontos negociáveis na CRC é importante antes da construção da paz. A CRC não existe (ou seja, é singular) na realidade se a agressão do agressor for certa. Sob tais circunstâncias, isso poderia levar ao apocalipse com destruição mútua.
A curva explica por que lutas não violentas acabaram derrubando regimes repressivos e, às vezes, forçaram líderes a mudar a natureza da governança. Além disso, esta metodologia foi aplicada para capturar estilos de conflito na Península Coreana e a dinâmica dos processos de negociação.

### Modelo de dupla preocupação
O modelo de dupla preocupação é uma perspectiva conceitual que assume que o método preferido dos indivíduos para lidar com conflitos é baseado em dois temas ou dimensões subjacentes: preocupação consigo mesmo (assertividade) e preocupação com os outros (empatia).
De acordo com o modelo, os membros do grupo equilibram sua preocupação em satisfazer necessidades e interesses pessoais com sua preocupação em satisfazer as necessidades e interesses dos outros de maneiras diferentes. A intersecção destas duas dimensões leva, em última análise, os indivíduos a exibirem diferentes estilos de resolução de conflitos.

Evitação
Caracterizado por brincar, mudar ou evitar o assunto, ou mesmo negar que um problema exista, o estilo de evitação de conflito é usado quando um indivíduo se retrai ao lidar com a outra parte, quando se sente desconfortável com o conflito ou devido a contextos culturais. Durante o conflito, adota-se uma atitude de “esperar para ver”, permitindo muitas vezes que o conflito desapareça por si só, sem qualquer envolvimento pessoal.
Acomodação
Em contraste, os estilos de conflito que permitem ceder, "acomodar", suavizar ou suprimir são caracterizados por um alto nível de preocupação com os outros e um baixo nível de preocupação consigo mesmo. Esta abordagem pró-social passiva surge quando os indivíduos obtêm satisfação pessoal ao satisfazer as necessidades dos outros e têm uma preocupação geral em manter relações sociais estáveis e positivas. Quando confrontados, indivíduos com estilo mais acomodatício tendem a se harmonizar com as demandas dos outros por respeito ao relacionamento social. Com esta sensação de ceder ao conflito, os indivíduos recorrem à contribuição dos outros em vez de encontrar soluções com a sua própria resolução intelectual.
Competição
O estilo competitivo, de "briga" ou de forçar conflitos maximiza a assertividade individual (ou seja, preocupação consigo mesmo) e minimiza a empatia (ou seja, preocupação com os outros). Os grupos constituídos por membros competitivos geralmente gostam de procurar dominar os outros e normalmente veem o conflito como uma situação de "ganhar ou perder". Eles tendem a forçar os outros a aceitar as suas opiniões pessoais, empregando tácticas de poder competitivas (argumentos, insultos, acusações ou mesmo violência) que fomentam a intimidação.
Conciliação
O estilo de conflito de conciliação, "compromisso", barganha ou negociação é típico de indivíduos que possuem um nível intermediário de preocupação com os resultados pessoais e dos outros. Os que comprometem valorizam a justiça e, ao fazê-lo, antecipam interações mútuas de dar e receber. Ao aceitar algumas exigências apresentadas por outros, os conciliadores acreditam que essa concordância encorajará os outros a chegarem a um acordo, promovendo assim a resolução de conflitos. Este estilo de conflito pode ser considerado uma extensão das estratégias de “rendição” e “cooperação”.
Cooperação
Caracterizado por uma preocupação ativa tanto com o comportamento pró-social quanto com o próprio, o estilo de conflito de cooperação, integração, confronto ou resolução de problemas é normalmente usado quando um indivíduo tem interesses elevados em seus próprios resultados, bem como nos resultados dos outros. Durante o conflito, colaboram com outros em um esforço para encontrar uma solução amigável que satisfaça todas as partes e tendem a ser altamente assertivos e altamente empáticos. Ao ver o conflito como uma oportunidade criativa, os colaboradores investem voluntariamente tempo e recursos para encontrar uma solução “ganha-ganha”. De acordo com a literatura sobre resolução de conflitos, um estilo cooperativo de resolução de conflitos é recomendado acima de todos os outros. Esta resolução pode ser alcançada baixando a guarda do agressor e elevando o ego.